# ممفيس ساوندز
ممفيس ساوندز هو فريق كرة سلة أمريكي أٌسس عام 1967.